# Południk
Południk – łuk na powierzchni bryły obrotowej, będący przecięciem powierzchni tej bryły płaszczyzną przechodzącą przez jej oś obrotu. Południki są rodziną linii parametrycznych {\displaystyle u={\textrm {const}}} na danej powierzchni bryły obrotowej i wraz z równoleżnikami, z którymi przecinają się pod kątem prostym {\displaystyle v={\textrm {const}}} tworzą na powierzchni bryły obrotowej tzw. siatkę krzywoliniową współrzędnych.
Południków jest nieograniczona liczba, a każde miejsce na jednym południku ma taki sam czas miejscowy. Ich położenie (długość geograficzną) można określić na ujemną na zachód od Greenwich lub dodatnią na wschód. 
Południk na sferze (południk geograficzny) lub elipsoidzie obrotowej spłaszczonej jest ważnym pojęciem w geografii, kartografii i geodezji.